# (2850) Mozhaiskij
(2850) Mozhaiskij (1978 TM7; 1934 FC; 1938 GE; 1980 CU) ist ein ungefähr sieben Kilometer großer Asteroid des mittleren Hauptgürtels, der am 2. Oktober 1978 von der ukrainischen (damals: Sowjetunion) Astronomin Ljudmyla Schurawlowa am Krim-Observatorium (Zweigstelle Nautschnyj) auf der Halbinsel Krim (IAU-Code 095) entdeckt wurde.

## Benennung
(2850) Mozhaiskij wurde nach dem Luftfahrtpionier Alexander Fjodorowitsch Moschaiski (1825–1890) benannt.